# Stoner 63
El Stoner 63, también conocido como el XM22/E1, es un sistema modular de armas estadounidense diseñado por Eugene Stoner a inicios de la década de 1960. Fue producido por Cadillac Gage y empleado en Vietnam por miembros del SEAL en cantidades muy limitadas, así como por varias agencias policiales.

## Historia

### Desarrollo

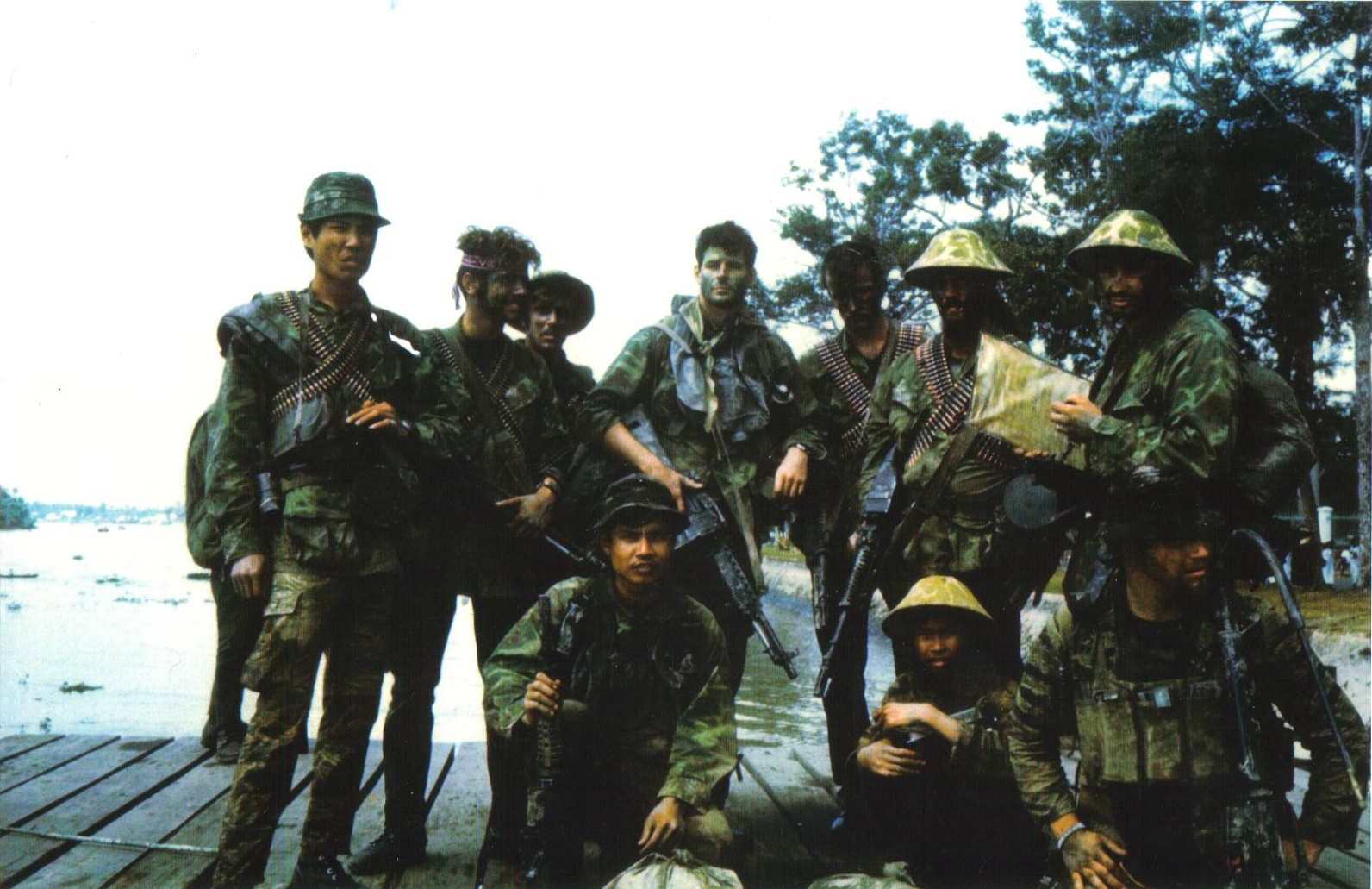
Miembros del SEAL en algún lugar de Vietnam, 1970. El SEAL en el centro del grupo lleva una XM207E1 (Stoner 63A Commando) con un cañón corto de 398,8 mm.

Al poco tiempo de dejar ArmaLite, Eugene Stoner, uno de los más prolíficos diseñadores de armas ligeras militares modernas, responsable del diseño de los fusiles de asalto M-16, AR-10 y el fusil de supervivencia AR-5, entre otros, ideó el concepto de una plataforma de armas que sería construida alrededor de un cajón de mecanismos común y ciertas piezas intercambiables, que podría transformarse en un fusil, una carabina o varios tipos de ametralladora solamente con el montaje de las piezas adecuadas en el cajón de mecanismos.
Stoner logró obtener la ayuda de Howard Carson, que estaba a cargo de la fábrica de Cadillac Gage de Costa Mesa, California (donde también se hallaba ArmaLite), para convencer a Russell Baker, presidente de la compañía, sobre la factibilidad y el potencial comercial de su nuevo sistema de armas. Russel estuvo de acuerdo y Cadillac Gage (una subsidiaria de Ex-Cell-O Corporation) fundó una pequeña división de desarrollo de armas en Costa Mesa. Entonces Stoner reclutó a sus dos principales asistentes en ArmaLite: Robert Fremont y James L. Sullivan (que posteriormente diseñaría la ametralladora ligera Ultimax U-100 para ST Kinetics).
El primer prototipo funcional empleaba cartuchos 7,62 x 51 OTAN y fue terminado en 1962. Fue denominado Stoner M69W (por la sencilla razón que se lee igual cuando está puesto al revés, simbolizando la visión de Stoner de un cajón de mecanismos reversible). Un segundo prototipo llamado Stoner 62 fue fabricado antes que el equipo decida centrarse en el prometedor nuevo cartucho de pequeño calibre y alta velocidad 5,56 x 45, que ya estaba ganándose la aprobación de las Fuerzas Armadas. Para ese entonces, el arma llegó a ser conocida como Stoner 63. Solo se fabricaron 200 armas en Costa Mesa, antes que la producción fuese transferida a la fábrica Cadillac Gage de Warren, Míchigan. El arma está cubierta por la Patente de los Estados Unidos 3.198.076.

### Pruebas
Entre agosto y septiembre de 1963, el Stoner 63 fue enviado al Centro de Desarrollo del Cuerpo de Marines de Quantico, para ser evaluado, donde hizo una impresión positiva gracias a su peso ligero y gran capacidad de munición; los Marines apreciaron el fusil de asalto y la ametralladora ligera. Se llevaron a cabo pruebas en los polígonos del Comando de Materiales del Ejército (responsable del apoyo logístico para el Cuerpo de Marines).
Varios problemas afectaron los resultados de las pruebas del arma efectuadas por el Ejército. Por ejemplo, los requisitos de munición propuestos eran irreales y se esperaba que el arma se desempeñasee con una gama sumamente amplia de presiones, dejándole muy poco poder de reserva con algunos tipos de munición. Como muestra, la munición trazadora empleada en el Stoner 63 producía tan poca presión que incluso falló al ser empleada en el M16.
Estos factores afectaron severamente la fiabilidad del arma. Tras varios meses de prueba, el sistema Stoner 63 fue finalmente considerado inaceptable para su empleo en servicio activo. El Ejército ofreció recomendaciones para mejorar el diseño, entre las cuales figuraban un cilindro de gas de acero inoxidable, un selector de fuego con dos posiciones y seguro separado, cubiertas para las portillas de eyección y modificaciones al mecanismo de alimentación por cinta. Las mejoras dieron como resultado al mejorado Stoner 63A, que empezó a producirse en 1966. Solamente se fabricaron unas 2.000 unidades de la versión inicial antes de la transición al modelo 63A.

### Historial de combate

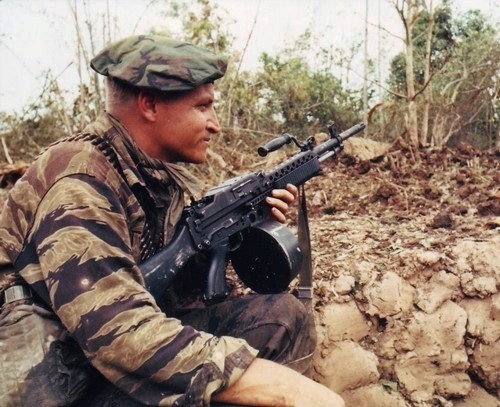
Un SEAL en Vietnam con su ametralladora ligera Stoner 63A lista, mientras que el resto de su escuadrón prepara las cargas de demolición para destruir un búnker del Vietcong. El arma está equipada con un tambor para llevar una cinta de 150 balas y es alimentada desde el lado izquierdo. La manija del cerrojo está adelantada y una cubierta guardapolvo cierra la portilla de eyección para reducir la entrada de tierra.

Incluso durante las primeras etapas de su desarrollo, una pequeña cantidad de armas fue apresuradamente puesta en servicio con los SEAL desplegados en el sudeste de Asia. Durante 1967, el sistema Stoner 63A fue probado en combate por la Compañía L (Compañía Lima), el 3.er Batallón de Marines, el 1.er Regimiento de Marines y la 1.ª División de Marines. A los fusileros se les suministró el fusil de asalto (en las variantes 63 y 63A, denominadas XM22 y XM22E1 respectivamente), mientras que los oficiales y algún otro personal recibieron la carabina (XM23). El fusil automático fue desplegado de forma limitada como arma automática de escuadrón, mientras que el pelotón de la Compañía Lima recibió ametralladoras ligeras y medias.
En 1967, la empresa holandesa NWM (Nederlandsche Wapen-en Munitiefabriek) De Kruithoorn N.V. de 's-Hertogenbosch compró los derechos para fabricar bajo licencia y vender el arma a nivel mundial, excepto en los Estados Unidos, Canadá y México. NWM ensambló varios prototipos, pero la empresa no logró convencer ningún cliente extranjero y el arma fue retirada de producción.
En 1970, el Ejército estadounidense denominó a la ametralladora ligera Commando como XM207 y la suministró a unidades seleccionadas de las Fuerzas Especiales para ser evaluada. Sin embargo, debido a su complejidad y grandes requisitos de mantenimiento (especialmente al compararla con el nuevo M16), el diseño fue rechazado y el proyecto se canceló en 1971. Se construyeron unas 4 000 unidades de la 63 y 63A en total. La mayoría continuó siendo empleada por equipos SEAL, con la denominación M63A1. Sin embargo, a finales de la década de 1980, el Stoner 63 fue completamente desfasado a favor de la nueva M249 SAW y la mayoría de las armas restantes fueron destruidas.[cita requerida]

## Detalles de diseño

### Mecanismo operativo
Las armas de la serie Stoner 63 son accionadas por gas, enfriadas por aire, alimentadas mediante cinta o cargador y disparan a cerrojo abierto para prevenir el sobrecalentamiento y enfriarse más rápido. El arma tiene un cerrojo rotativo con 7 tetones de acerrojado simétricos dispuestos radialmente, los cuales encajan en una serie de entalles de la recámara y este es accionado por un pistón de recorrido largo. La disposición radial de los tetones de acerrojado distribuye uniformemente la fuerza del disparo alrededor del cabezal del cerrojo y el anclaje del cañón, reduciendo el desgaste y aumentando la vida útil de estas importantes piezas. Unido a la extensión del pistón se encuentra el portacerrojo, que está equipado con un entalle curvo que guía el resalte del cerrojo (fijado por el percutor) y hace girar al cerrojo 22,5° durante el movimiento del pistón para abrir y cerrar el cerrojo desde los entalles de la recámara. Dentro del conjunto portacerrojo/pistón se encuentra un mecanismo antirebote, compuesto por una varilla de carburo de 101,6 mm que va dentro de la extensión hueca del pistón y se mueve de atrás hacia adelante durante el retroceso y avance, reduciendo el rebote del cerrojo y previniendo la posibilidad de disparos prematuros al disparar a cerrojo cerrado (en los fusiles y carabinas).
Al disparar, los gases propulsores del cartucho percutido que van tras la bala son desviados a través de una portilla de gas hacia el cilindro, donde impulsan hacia atrás al pistón y al portacerrojo. Hay unos 5,1 mm de recorrido libre calculado para permitir que la acumulación de gases en el ánima del cañón baje a un nivel seguro antes que el entalle del portacerrojo haga girar el cerrojo en sentido antihorario para desacerrojarlo. Los tetones de acerrojado no tienen juego, por lo que no tiene lugar extracción primaria durante el descerrojado. Una uña extractora accionada por resorte en el cabezal del cerrojo extrae el casquillo disparado desde la recámara y un eyector accionado por resorte fijado delante del gatillo eyecta el casquillo. El portacerrojo continua retrocediendo y comprime al muelle recuperador en su varilla guía.
El Stoner 63 tiene un singular sistema reductor dentro del portacerrojo. Delante de su extremo posterior se encuentra un espaciador de acero y un juego de 27 muelles de disco dispuestos en juegos de 3 opuestos, los cuales absorben la energía del impulso del pistón al aplanarse cuando el portacerrojo golpea el extremo posterior del cajón de mecanismos. Cuando los muelles regresan a su forma original, liberan la energía almacenada e impulsan las piezas hacia adelante con una velocidad ligeramente menor a la velocidad del retroceso. Esta característica fue diseñada para extender la vida útil del arma y los muelles de disco funcionarían sin fallos por unos 40 000 o 50 000 disparos (dependiendo del tipo de munición y las cadencias empleadas).

### Alimentación
En las configuraciones alimentadas por cinta, el movimiento de esta es producido por un rodillo que va en el brazo de alimentación acanalado y es accionado por el movimiento del cerrojo. El brazo de alimentación accionado por resorte está protegido por una cubierta con bisagra que se abre hacia adelante. Cuando el cerrojo se mueve hacia atrás, el extremo delantero del brazo de alimentación cruza la bandeja de alimentación y acciona una palanca unida a un único juego de trinquetes accionados por resorte. Estos trinquetes mueven un cartucho y su eslabón sobre el tope de la bandeja de alimentación desde donde se encuentran hacia la ranura y mantenidos sobre esta por una plancha de acero accionada mediante resorte de la cubierta. El cartucho es empujado fuera de su eslabón y este último es eyectado a través de la portilla de eslabones, que se mantiene cerrada por una cubierta guardapolvo accionada mediante resorte.
El Stoner 63/63A dispara el cartucho 5,56 x 45 OTAN. Cuando es alimentado mediante cinta, el arma emplea una cinta de eslabón metálico desintegrable marcada "S-63 BRW", la cual es una versión de tamaño reducido de la cinta M13 desarrollada para la ametralladora media M60. El Stoner 63/63A no funcionaba fiablemente con la posterior cinta M27 desarrollada para la M249 SAW. La cinta de 150 balas normalmente es transportada en un contenedor de plástico, que tiene un resalte metálico el cual le permite acoplarse al lado izquierdo de la bandeja de alimentación. Las primeras cajas portacintas eran de color verde oliva y se fabricaban en Costa Mesa, pero fueron posteriormente cambiadas a cajas de plástico negro fabricadas en Warren, Míchigan. Las cajas portacintas del Stoner 63 también eran negras, pero solamente podían llevar una cinta de 100 balas ya que la caja de mayor capacidad desequilibraría la ametralladora. Estas cajas portacintas podían acoplarse al lado izquierdo de la bandeja de alimentación o colgarse bajo la ametralladora cuando esta era alimentada desde el lado derecho. Se diseñaron varios tambores portacintas para las ametralladoras alimentadas desde el lado izquierdo, siendo el tambor con capacidad para una cinta de 150 balas el más popular y frecuentemente empleado por los SEAL en Vietnam. También se desarrolló un tambor para una cinta de 250 balas en la NAWS China Lake, pero demostró ser demasiado pesado y voluminoso. Los SEAL también modificaban los tambores portacinta de la ametralladora RPD para emplearlos en sus Stoner. Los cargadores extraíbles empleados en el fusil de asalto, la carabina y el fusil automático eran de acero y pesaban 230 g estando vacíos. En un intento por reducir peso, posteriormente se desarrollaron cargadores de aluminio y el peso se redujo a 110 g. Los cargadores estándar tienen una capacidad de 30 balas, pero también se ofrecía uno de 20 balas.

### Cañón
La intercambiabilidad de cañón es una de las principales características de la gran versatilidad del sistema de armas Stoner 63. Hay 5 opciones de cañón disponibles para el sistema: fusil de asalto, carabina, fusil automático y dos tipos de ametralladoras, con cañón pesado estándar y cañón corto Commando. Los cañones estándar de ametralladora y fusil automático tienen una longitud de 508 mm (sin incluir el apagallamas). El cañón Commando tiene una longitud de 398,8 mm y está acanalado para reducir su peso y mejorar el enfriamiento. Esta versión era a veces empleada por los SEAL, pero no era del todo fiable, ya que la portilla de gases se encuentra cerca de la boca del cañón y la presión del gas bajaba drásticamente, dejando muy poca o ninguna reserva de energía para accionar el pistón. Se agrandó la portilla de gas en un intento por resolver este problema, pero esto solamente aceleró el recorrido inicial del pistón. El problema nunca fue realmente solucionado. Los cañones del fusil de asalto, la carabina y el fusil automático no tienen válvulas de gas, ya que son empleados en configuraciones alimentadas mediante cargador y no necesitan los niveles de energía residual de los mecanismos alimentados mediante cinta. El cañón de ametralladora estándar tiene un regulador de gas ajustable que puede accionarse introduciendo la punta de una bala en un agujero del retén del regulador, presionando hacia abajo y girándolo a la posición deseada. El regulador de gas tiene tres posiciones: una posición "baja" con una cadencia de 700 disparos/minuto, una posición intermedia con una cadencia de 830 disparos/minuto y una tercera posición "alta" que suministra la mayor cantidad de gases al sistema, dando como resultado una cadencia de 865 disparos/minuto (el uso de esta cadencia debía ser limitado, ya que produce un desgaste excesivo del mecanismo operativo).
Todos los cañones del Stoner 63/63A son de acero nitrocarburado y tienen capacidad de cambio rápido, pudiendo quitarse en segundos en condiciones de campo solamente con apretar un retén situado sobre el arma, delante de la cubierta de la bandeja de alimentación, y jalando hacia adelante el cañón (con el cerrojo abierto). La recámara del cañón se apoya en un soporte en forma de U, acoplado al cilindro de gases. El cañón está firmemente fijado por un retén con resorte (con dos muelles) que empuja un pasador de acero en el agujero del sóquet del cañón. Todos los cañones tiene un bloque de gases al cual se montan un resalte para bayoneta y el punto de mira. Los cañones están equipados con un apagallamas tipo jaula, con seis aberturas ovales. Los cañones estándar de fusil automático y ametralladora también tienen un asa de transporte que puede fijarse en tres posiciones o quitarse. Las agarraderas de madera pintada de negro están unidas a una varilla de acero mediante un pasador. Con algunas excepciones, todos los cañones empleados en el Stoner 63/63A tienen un estriado de 6 estrías a dextrógiro con una tasa de rotación de 305 mm (1:12 pulgadas), diseñado para estabilizar la ligera bala M193 de 55 granos (estándar en aquel entonces). Sin embargo, después que NWM obtuvo una licencia para producir el Stoner 63A, se fabricaron algunos cañones con un estriado que tenía una tasa de rotación de 200 mm para emplearse con balas experimentales más pesadas. Ninguno de estos cañones fue producido en grandes cantidades.

### Control de fuego
La ametralladora ligera Stoner 63/63A es un arma automática que dispara a cerrojo abierto y su mecanismo de gatillo solamente permite fuego automático, aunque la longitud de la ráfaga puede controlarse por el tirador. Toda la unidad del gatillo tiene cuatro pasadores que le otorgan su modularidad. El pasador delantero sujeta un retén (empleado en las variantes fusil de asalto/carabina y en las ametralladoras alimentadas desde el lado izquierdo con un tambor portacinta de 150 balas), una cubierta guardapolvo (empleada en el fusil automático alimentado desde arriba o en las cajas portacintas de cualquier ametralladora) o una cubierta guardapolvo pequeña (empleada en la caja portacintas situada debajo de las ametralladoras alimentadas desde el lado derecho). Los otros dos pasadores sujetan el regulador de recorrido y el martillo, los cuales no se encuentran en las configuraciones que disparan a cerrojo abierto. El último pasador actúa como el eje del gatillo; el seguro accionado mediante resorte pivota sobre el pasador que a su vez es el eje de la palanca del selector. El selector es desconectado cuando se dispara a cerrojo abierto y un seguro manual deslizante instalado cerca del gatillo lo bloquea cuando es apretado. La parte posterior del conjunto del gatillo sirve a su vez como tope del cajón de mecanismos y es donde se instala la culata. El pistolete de policarbonato negro también está unido al conjunto del gatillo. Tiene una superficie cuadrillada y su fondo está acampanado para evitar que la mano del tirador se deslice, además de tener un compartimiento interno de almacenaje cerrado por una tapa con bisagra y un cierre accionado a resorte.

### Características
La manija de amartillado hecha de acero, curva y no recíproca, está habitualmente montada en el lado derecho del cajón de mecanismos. Tiene 24 agujeros para aligerarla y acciona una extensión del pistón para jalar hacia atrás el pistón y el conjunto del cerrojo (posición de amartillado). La manija debe ser empujada hacia adelante, permitiendo que un retén accionado mediante muelle encaje en una plancha ranurada soldada en el frente del cajón de mecanismos. En las ametralladoras alimentadas desde el lado derecho mediante una caja portacintas colgada debajo, la manija es difícil de operar y por lo tanto se desarrolló un guardamanos ranurado con una manija de amartillado situada bajo el cajón de mecanismos.
El núcleo del sistema Stoner 63 es su cajón de mecanismos, de forma rectangular y hecho de chapa de acero estampada. El cilindro de gas, estructuras de apoyo, montantes, resaltes y otros aparatos están soldados en su lugar. La parte delantera contiene el pistón y el cañón, estando perforada para mejorar la circulación de aire alrededor del cañón y el cilindro de gas. La parte trasera contiene la extensión del pistón y el conjunto del cerrojo. La portilla de eyección está en el lado derecho cuando el cajón de mecanismos es invertido y el arma es configurada como fusil de asalto o carabina, así como en el lado izquierdo cuando se emplea como ametralladora. Las diversas piezas están fosfatadas y cubiertas con un esmalte negro horneado llamado Endurion. Los primeros ejemplares del Stoner 63 fueron suministrados con culata, pistolete y guardamanos de madera. Sin embargo, estos fueron rápidamente reemplazados con piezas de policarbonato negro a excepción del guardamanos, que continuó siendo de madera, pero pintada de negro.
El bípode del Stoner 63 es de tipo libre y se acopla al tubo de gas; no pivota y tiene una limitada capacidad de ajuste de altura. El bípode del Stoner 63A tiene varias perforaciones para aligerarlo y puede fijarse en posición cerrada o desplegada. Tampoco pivota, pero es compatible con el Stoner 63, mientras que el bípode del Stoner 63 no puede emplearse en las armas 63A debido a que el cilindro de gases tiene un mayor diámetro.

### Mecanismos de puntería
Los mecanismos de puntería del Stoner 63/63A difieren en sus diversas configuraciones. En las ametralladoras ligeras alimentadas mediante cinta, el alza está montada sobre la cubierta de la bandeja de alimentación. Esta consiste en una escalera plegable graduada en aumentos de 100 m, desde 200 hasta 1 000 m. Además puede ajustarse en horizontal con aumentos de ¼ de mil angular. Cuando el alza está plegada, queda expuesta el alza de combate con una abertura de 2,29 mm. El fusil de asalto y la carabina tienen alzas en "L" pivotantes, con aberturas para alcances de 0-300 m y 300-500 m, situadas entre grandes orejetas protectoras perforadas. Estas son ajustables tanto en horizontal como en vertical, con aumentos de 1 Minuto de arco. Todas las variantes tienen el mismo punto de mira: un poste estriado semiprotegido, ajustable en horizontal y vertical (similar al del M16).

### Accesorios
El Stoner 63/63A era suministrado con varios accesorios, entre los cuales figuran: una bocacha para disparar cartuchos de fogueo, un guardamonte de invierno, una bolsa portacañón de repuesto forrada de asbesto, equipo de limpieza, lanzagranadas de 40 mm, varios tipos de correa portafusil y una amplia variedad de cajas portacintas y portacargadores.
El Stoner 63/63A emplaba tres tipos diferentes de bayonetas: la M7 estadounidense estándar, la KCB 70, desarrollada específicamente para este fusil por la empresa alemana Eickhorn-Solingen junto con NWM y una escasa bayoneta hecha por el conglomerado industrial suizo SIG. La KCB 70 tiene una hoja Bowie de 180 mm (7 pulgadas) con punta curva y un cortacable incorporado, inspirado de la bayoneta soviética del AKM. Fue una herramienta multipropósito sumamente exitosa, siendo muy superior a la M7, para luego evolucionar en la KCB 77, un diseño modular que fue adaptado a varios fusiles de asalto diferentes.

## Variantes
El Stoner 63 fue producido en varias configuraciones, con 15 subensamblajes que tenían ciertas piezas comunes. Estas variantes incluían una carabina, un fusil de asalto y varias ametralladoras ligeras alimentadas mediante cinta desde el lado izquierdo o derecho. El sistema de gas iba montado en diferentes posiciones, dependiendo de la configuración del arma. Debido a la naturaleza multi-papel del diseño, las versiones fusil y carabina eran más pesadas que otras armas del mismo tipo.
- Fusil Stoner 63/63A: Un fusil de asalto estándar alimentado desde abajo mediante un cargador recto de 30 balas. Los casquillos de las balas disparadas son eyectados hacia la derecha. La manija de amartillado y el sistema de gas están montados sobre el cañón. Al contrario de las ametralladoras alimentadas por cinta, el fusil dispara a cerrojo cerrado. Fue probado en combate por los Marines durante un corto periodo en 1967. A veces era equipado con un bípode ligero que se plegaba bajo el guardamanos.

- Carabina Stoner 63/63A: La carabina es similar al fusil de asalto, pero tiene un cañón más corto y una culata plegable. Fue probada en combate por los Marines durante un corto periodo en 1967.

- Fusil automático Stoner 63/63A: El fusil automático dispara a cerrojo cerrado y es alimentado por un cargador de 30 balas insertado sobre el cajón de mecanismos. El alza y el punto de mira están situados en el lado izquierdo del arma para compensar la posición del cargador. El fusil automático no tiene modo semiautomático. Fue probado en combate por los Marines durante un corto periodo en 1967.

- Ametralladora ligera Stoner 63/63A: La ametralladora ligera dispara a cerrojo abierto y es alimentada desde el lado derecho por una cinta de 100 balas contenida en una caja de plástico. El cajón de mecanismos es idéntico al del fusil, pero está invertido, por lo que los casquillos y eslabones son eyectados hacia la izquierda. La ametralladora ligera tiene un cañón de cambio rápido y el cilindro de gas está situado bajo el cañón, ya que el cajón de mecanismos está invertido. Fue adoptada y empleada por las unidades SEAL en el sudeste de Asia.

- Ametralladora media Stoner 63/63A: Idéntica a la ametralladora ligera. La única diferencia es que la ametralladora media viene con un adaptador que le permite ser montada sobre un trípode M2 o M122.

- Ametralladora fija Stoner 63/63A: Internamente idéntica a la ametralladora ligera. Pero se le han quitado el alza, el punto de mira, el guardamanos y el pistolete. El gatillo es accionado a distancia por un solenoide de 24 v. La ametralladora fija fue diseñada para emplearse a bordo del transporte blindado de personal Cadillac Gage Commando, pero nunca fue oficialmente adoptada.

- Ametralladora ligera Stoner 63/63A Commando: La Commando es un derivado de la ametralladora ligera. Es alimentada desde el lado derecho por una cinta de 100 balas contenida en un tambor acoplado debajo del cajón de mecanismos. La manija de amartillado está montada debajo del guardamanos para ser más sencilla de maniobrar. Para ahorrar peso, la Commando no tiene el cañón de cambio rápido empleado en las otras ametralladoras. Esta variante fue empleada por algunas unidades SEAL en Vietnam.

- Fusil de supervivencia Stoner 63: El fusil de supervivencia fue diseñado en 1964 para competir con el Colt Modelo 608 como arma de defensa personal para pilotos. Es mecánicamente similar al fusil de asalto, pero tiene varias modificaciones externas para cumplir los requisitos de tamaño de la Fuerza Aérea de los Estados Unidos. Entre estas figuran un pistolete recortado, la ausencia del guardamanos, un cañón y un cajón de mecanismos acortados, así como una manija de amartillado situada sobre el cajón de mecanismos. El fusil de supervivencia no incorpora las mejoras 63A. Solamente se produjo un prototipo.[7]

El descendiente más reciente de esta línea es la Stoner LMG, producida por Knight's Armament Company y que tiene cambios significativos respecto al viejo Stoner 63.
Además, Robinson Armament Company produce el Sistema de Armas Expedicionario M96 semiautomático que, aunque es técnicamente diferente, está basado en el diseño del Stoner 63 y por lo tanto tiene algunas de sus características y configuraciones.

## Denominaciones
Las variantes fusil, carabina y ametralladora ligera Commando recibieron sus respectivas denominaciones por parte de las Fuerzas Armadas estadounidenses. Estas fueron las siguientes:
| Denominación Ejército de los Estados Unidos | Denominación Armada de los Estados Unidos | Descripción                              |
| ------------------------------------------- | ----------------------------------------- | ---------------------------------------- |
| XM22                                        | N/A                                       | fusil de asalto Stoner 63                |
| XM22E1                                      | N/A                                       | fusil de asalto Stoner 63A               |
| XM23                                        | N/A                                       | carabina Stoner 63                       |
| XM207                                       | N/A                                       | ametralladora ligera Stoner 63 Commando  |
| XM207E1                                     | M63A1                                     | ametralladora ligera Stoner 63A Commando |